# CN Sports Argentina
 CN Sports Argentina es un centro de especialización futbolística fundado en el año 2007 dedicado a la optimización del rendimiento de jugadores de fútbol y a la mejora del deporte en general. Se encuentra situado en la ciudad de La Plata, provincia de Buenos Aires, Argentina, donde diariamente se entrenan jugadores de distintas edades que comparten el mismo objetivo, ser futbolistas profesionales. 
CN Sports tiene la particularidad de trabajar con sistemas de entrenamiento automatizados que permiten evaluar y optimizar distintos aspectos técnicos necesarios para la práctica adecuada del fútbol profesional. Mediante el uso de dichos sistemas electrónicos de medición, intenta mejorar gestos técnicos como el dribbling, la precisión en el pase, el cabezazo, el lanzamiento de tiros libres, entre otros. Estos sistemas a su vez permiten evaluar la eficiencia de los futbolistas. 